# Социализм с китайской спецификой

Флаг КПК

«Социали́зм с кита́йской специ́фикой» (китайский социализм) (кит. трад. 中國特色社會主義, упр. 中国特色社会主义, пиньинь Zhōngguó tèsè shèhuìzhǔyì, Чжунго тэсэ шэхуэйчжуи) — наименование официальной идеологии Коммунистической партии Китая, базирующейся на научном социализме, научном коммунизме и экономической теории, характеризующейся наличием значительной доли государства в экономике, но в то же время имеющей все признаки рыночной экономики (рыночный социализм).

## История понятия
Впервые термин «социализм с китайской спецификой» прозвучал в выступлении Дэн Сяопина на XII съезде КПК в 1982 году. Дэн подчеркнул, что «при осуществлении дела модернизации необходимо исходить из реальной действительности Китая… Сочетать всеобщую истину марксизма с конкретной практикой нашей страны, идти собственным путём». Выступивший с отчётным докладом Ху Яобан, развивая идеи Дэна, объявил, что социалистическое общество в Китае находится в «первоначальной стадии своего развития».
В октябре 1984 года 3-й пленум ЦК КПК двенадцатого созыва принял постановление «О реформе экономической системы», давшее новый импульс развитию рыночной экономики в сочетании с плановой. В постановлении подчёркивалось: «В вопросе товарного хозяйства и закона стоимости различие между социалистическим и капиталистическим хозяйствами заключается не в том, существует ли товарное хозяйство и действует ли закон стоимости, а в разном характере собственности». Чжао Цзыян, занимавший в то время должность премьера Госсовета и бывший инициатором этого постановления, после своей отставки вспоминал:

Решение об экономической реформе… подчёркивало важность естественных законов спроса и предложения и всевластия рынка. Оно объявляло экономику социализма «товарной экономикой». Дэн высоко оценил это решение, считая его даже «новой теорией в политической экономии»… Несмотря на то, что в разное время он говорил разные вещи, он всегда склонялся к товарной экономике, закону спроса и предложения и свободному рынку.— Prisoner of the State: The Secret Journal of Zhao Ziyang. P. 119–120.
В 1987 году в докладе на XIII съезде КПК Чжао Цзыян дал определение современного этапа развития КНР как «начальной стадии социализма», которая продлится не менее ста лет. Это позволило ему продвинуть ряд других идей: о коммерциализации производства, передаче имущественных прав на ряд мелких предприятий коллективам и отдельным лицам, об отделении права собственности от права хозяйствования на госпредприятиях (то есть о развитии подряда, лизинга, рынка акций), переходе к рыночным ценам на большую часть товаров и услуг, усилении роли банков в системе макроэкономического регулирования, расширении рынка средств производства, услуг и финансов и даже о поощрении развития частных хозяйств, основанных на наёмном труде. В своих воспоминаниях Чжао Цзыян признавал, что понимал, то что Китаю далеко до социализма, поэтому термин «начальная стадия социализма» использовал, чтобы ублажить консерваторов.
В начале 1992 года в своей южной речи Дэн Сяопин заявил о зрелости теории о построении социализма с китайской спецификой. В октябре того же года XIV съезд КПК научно обобщил эту теорию, провозгласил целью построение социалистической рыночной экономики, указав на новый этап политики реформ и открытости и социалистической модернизации.

### Идеи Си Цзиньпина о социализме с китайской спецификой в новую эпоху
18 октября 2017 года на 19-м съезде КПК генеральный секретарь ЦК КПК, председатель КНР Си Цзиньпин впервые выдвинул идею о социализме с китайской спецификой в новую эпоху, дополняющую прежние концепции социализма с китайской спецификой.
24 октября 2017 года на 19-м съезде КПК идея Си Цзиньпина о социализме с китайской спецификой в новую эпоху была официально внесена в Устав КПК. Впервые со времен Мао Цзэдуна это произошло до истечения сроков полномочий генсека ЦК. По степени влияния на страну Си Цзиньпин сравнялся с основателем КНР Мао Цзэдуном и Дэн Сяопином, а его идеи по уровню важности для КНР оказались сопоставимы с «марксизмом-ленинизмом, идеями Мао Цзэдуна, теорией Дэн Сяопина, важными идеями тройного представительства и научной концепцией развития».
11 марта 2018 года, на первой сессии ВСНП 13-го созыва была принята поправка
в Конституцию КНР, в результате которой идея Си Цзиньпина о социализме с китайской спецификой в новую эпоху была официально включена в Конституцию КНР.

## Оценка
Юрий Михайлович Воронин вспоминал, что в январе 1993 года, принимая руководимую им делегацию народных депутатов ВС РФ в Китае, премьер Ли Пэн «откровенно мне сказал, что в „построении социализма с китайской спецификой“ никакой китайской специфики нет. Она вставлена чисто идеологически. Есть построение социализма по научной, марксистской теории с учётом исправления ошибок СССР и позитивного опыта развитых стран».
В марте 2018 года доктор экономических наук, профессор, главный научный сотрудник Института Дальнего Востока РАН Элеонора Петровна Пивоварова в своей статье отметила: «Вступление социализма с китайской спецификой в новую эпоху, по словам лидеров КНР, означает, что китайская нация, пережившая с начала периода новой истории неисчислимые бедствия, „встала на ноги, стала жить лучшей жизнью“ и превращается в сильную и могучую нацию, идущую навстречу светлым перспективам великого возрождения».
В мае 2018 года директор центра по изучению Китая при Национальном университете Лаоса Ситиксай Ксаявонг в интервью отметил: «Идеи Си Цзиньпина о социализме с китайской спецификой в новую эпоху являются новейшим результатом сочетания марксизма-ленинизма с китайскими реалиями. Эти идеи значительно продвинут развитие КНР».
По мнению Нобелевского лауреата Рональда Коуза и его соавтора Нин Вана, Китай, пытаясь модернизировать социализм, трансформировался в капиталистическую страну.
Многие марксисты и учёные, политологи считают, что общественный строй в Китае является капиталистическим, часть из них утверждают о его авторитарном характере.